# Buskängsfly
Buskängsfly Apamea remissa är en fjärilsart som beskrevs av Jacob Hübner 1809. Buskängsfly ingår i släktet Apamea och familjen nattflyn, Noctuidae. Arten är reproducerande i Sverige. Inga underarter finns listade i Catalogue of Life.

## Bildgalleri

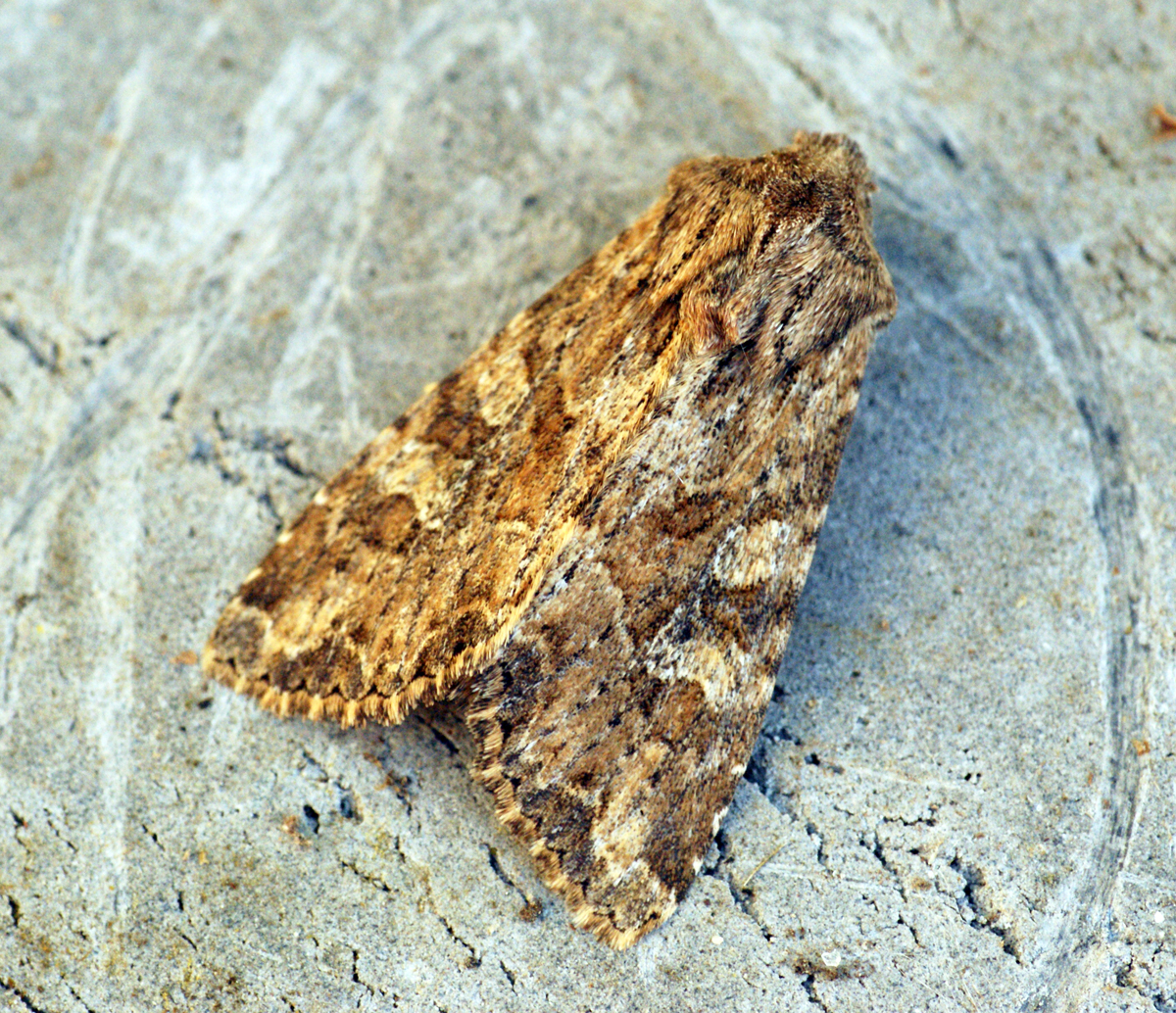
Imago fjäril, gulbrun morf
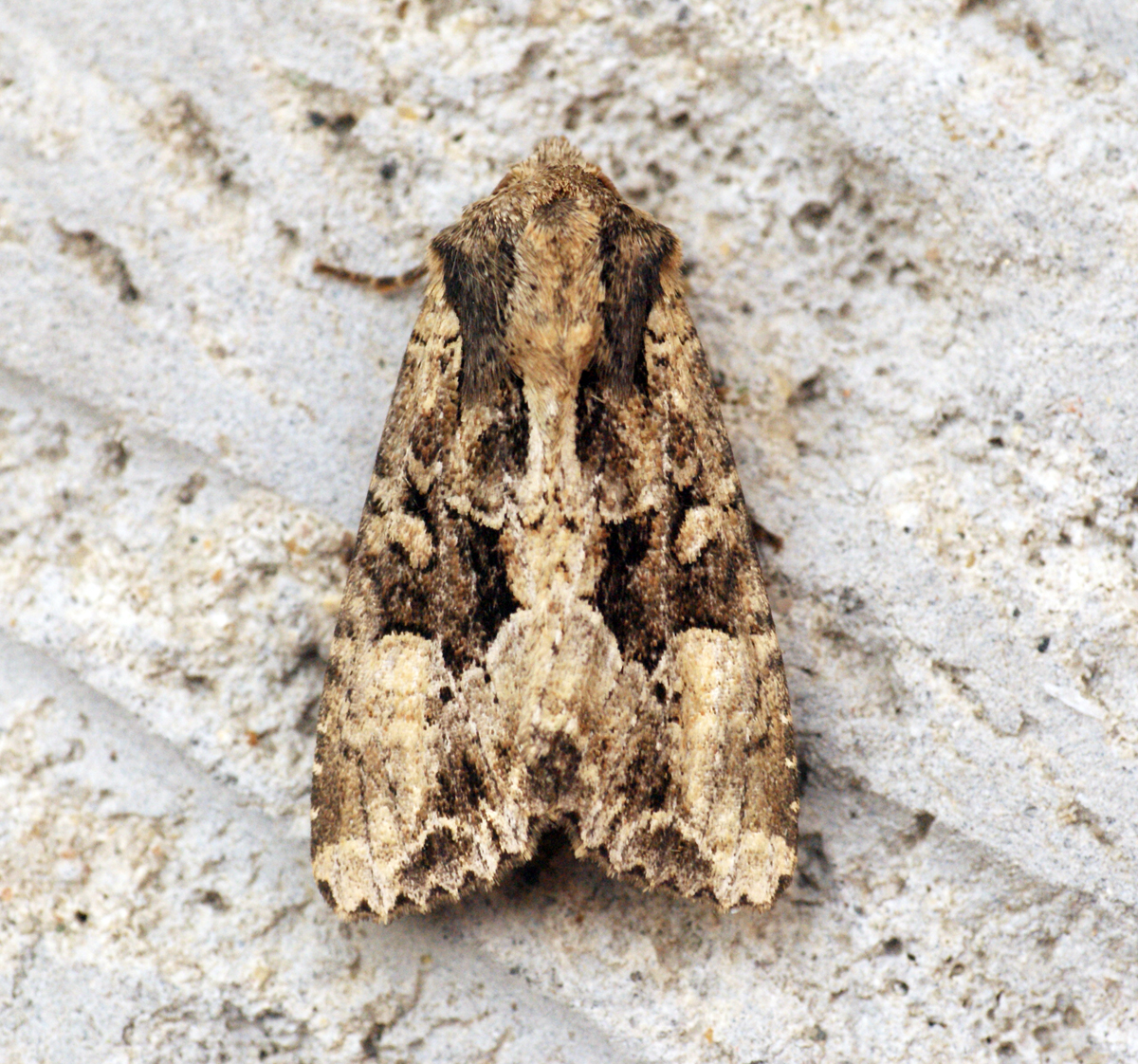
Imago fjäril, ljus morf
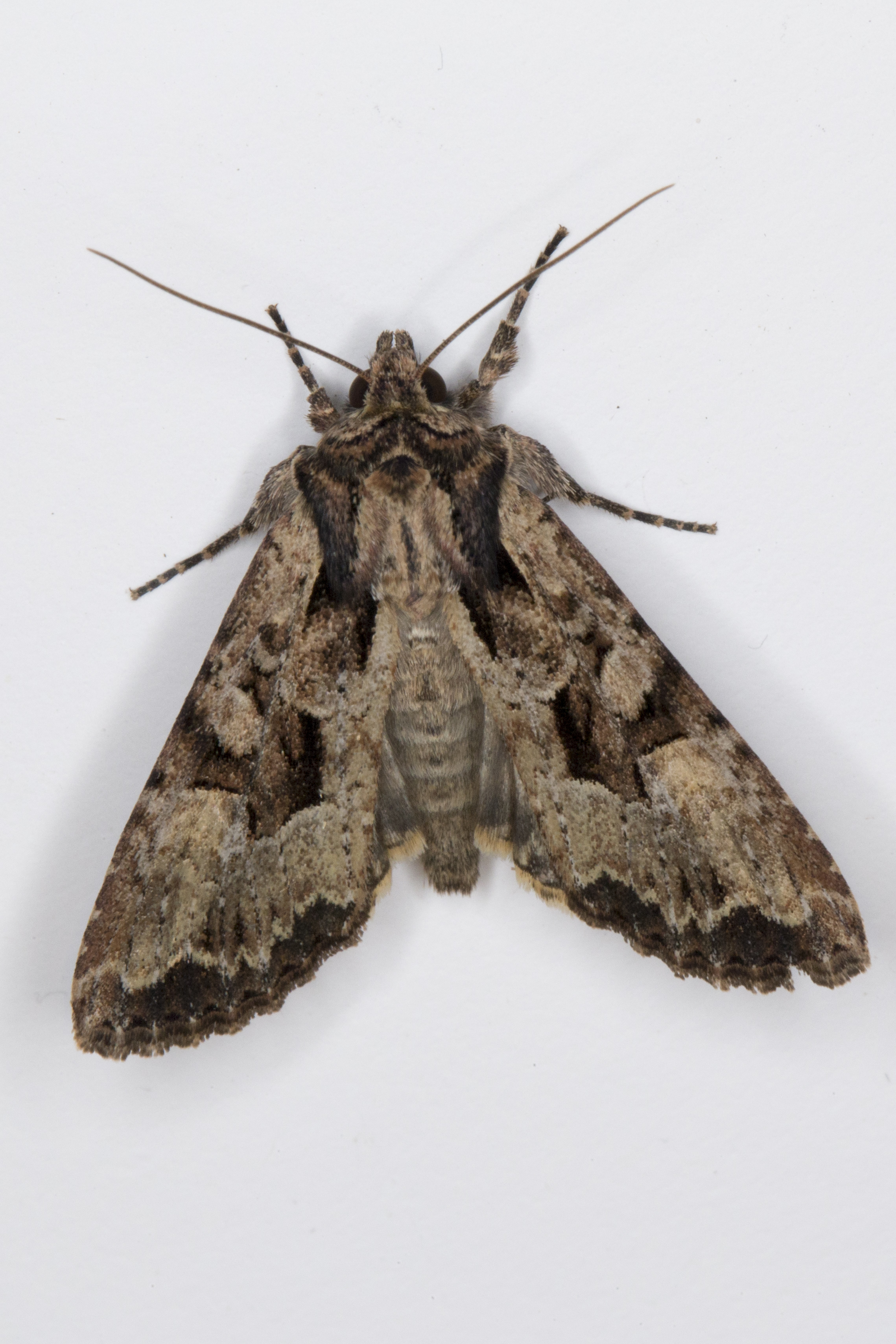
Imago fjäril, brun morf

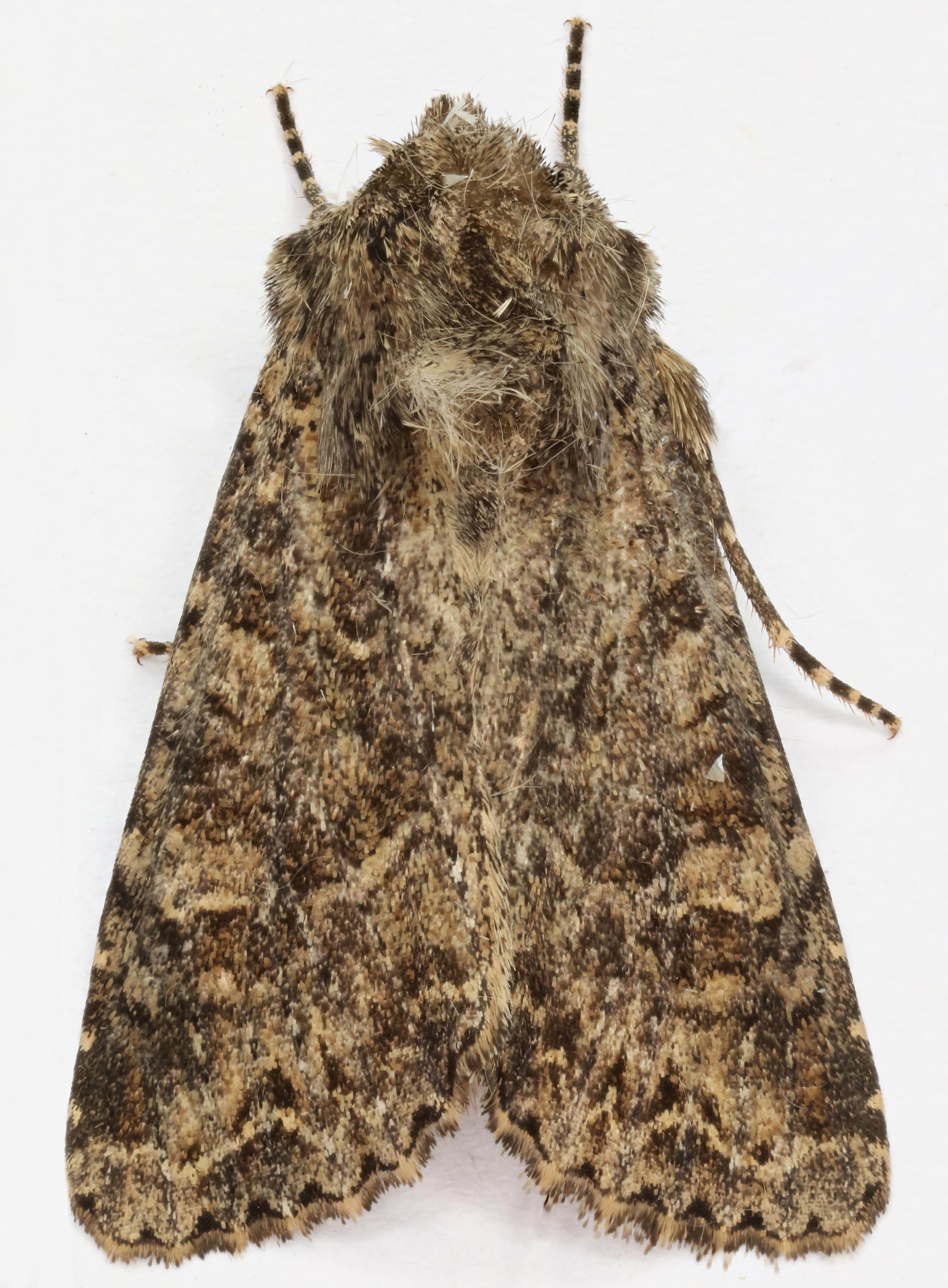
Imago fjäril, brun morf
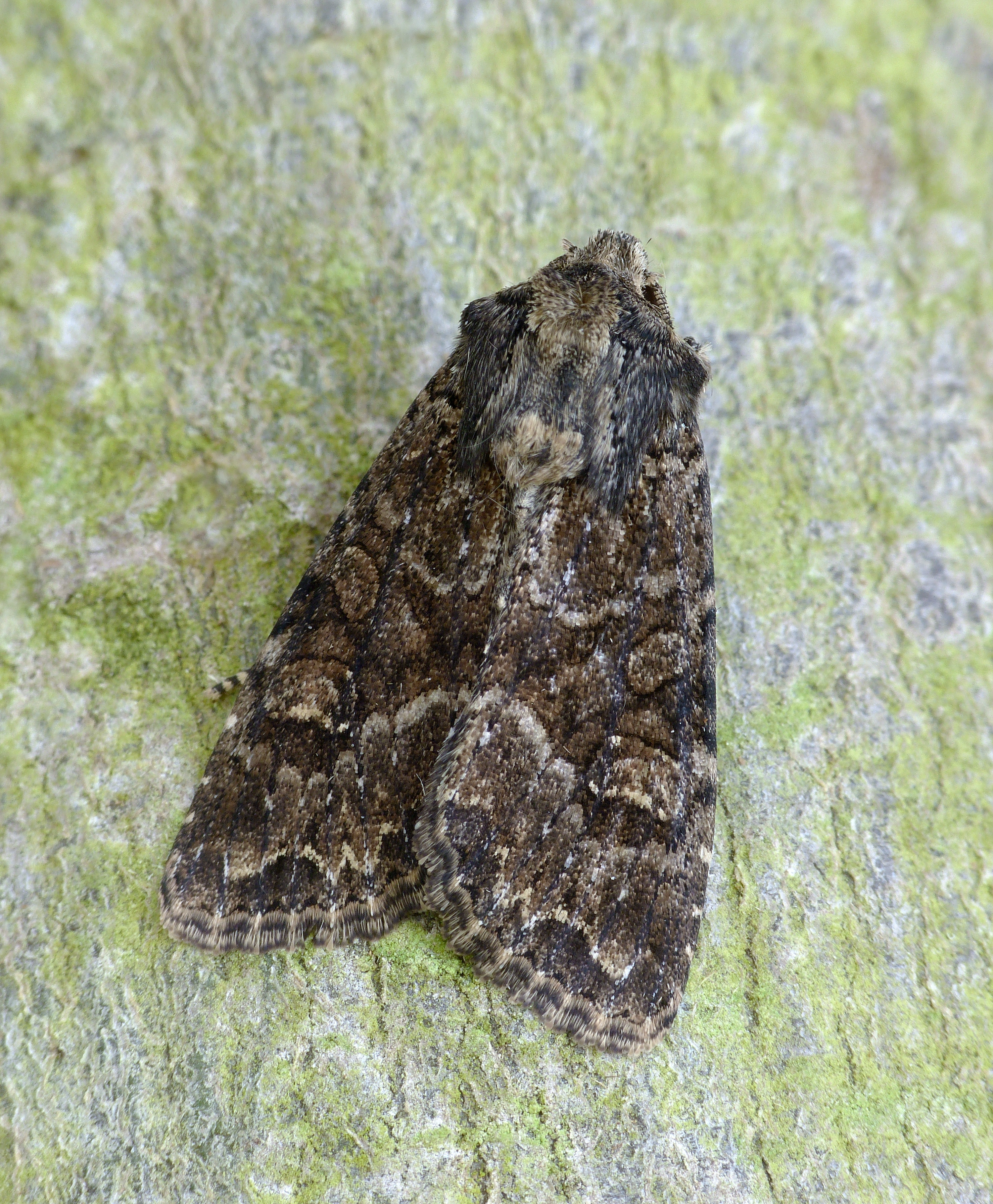
Imago fjäril, mörk morf
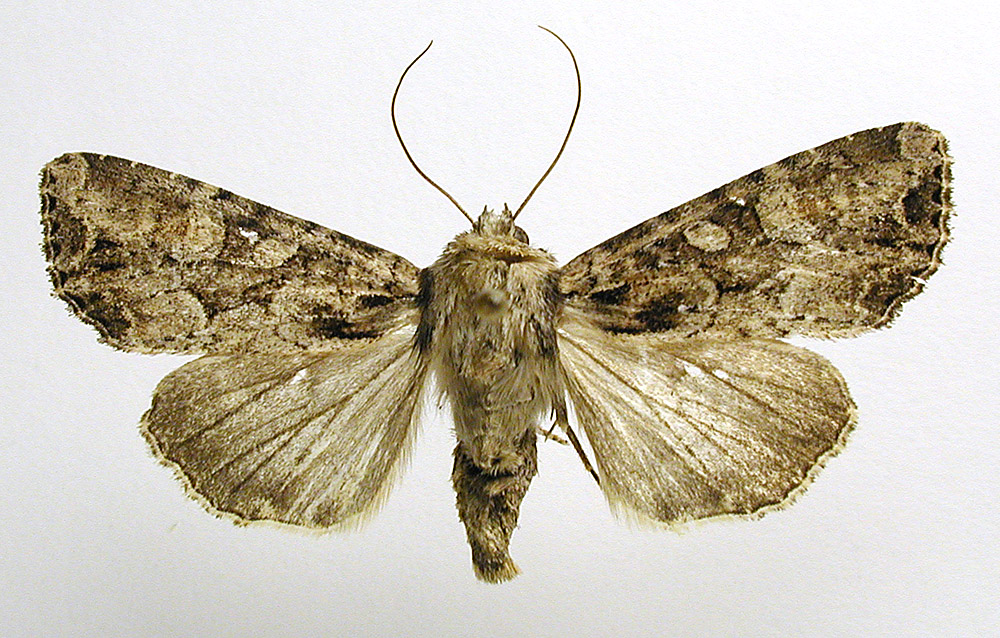
Preparerad (uppnålad) imago fjäril